# Ivančica (biljni rod)
Ivančica (revan, lat.: Leucanthemum), rod biljaka iz porodice glavočika (Asteraceae, red Asterales), kojemu pripada četrdesetak vrsta, od kojih u Hrvatskoj raste tek nekoliko, to su obična, ljetna, liburnijska i još neke. Hrvatska ivančica latinskog naziva Leucanthemum croaticum, sinonim je za vrstu L. visianii, a rana ivančica (Leucanthemum praecox), sinonim za proljetnu ivančicu L. vulgare. Liburnijska ivančica koja se u Hrvatskoj vodi kao endem, i znanstvenog naziva Leucanthemum atratum subsp. platylepis nije priznata kao posebna podvrsta, nego je sinonim za L. atratum.
Ivančice rastu po pašnjacima i travnjacima a raširena je po Europi, Sjevernoj Americi, Australiji, Novom Zelandu. Može narasti do 90 cm visine, uspravne stabljike i duguljastih listova. Rod je ime dobio po cvijetu bijele boje, leukos = bijel. 
Kod vrste Leucanthemum vulgare, jestivi su korijen i mladi prizemni listovi.

## Vrste
1. Leucanthemum adustum (W.D.J.Koch) Gremli, gorska ivančica,
2. Leucanthemum aligulatum Vogt
3. Leucanthemum atratum DC.
4. Leucanthemum burnatii Briq. & Cavill.
5. Leucanthemum cacuminis Vogt, Konowalik & Oberpr.
6. Leucanthemum catalaunicum Vogt
7. Leucanthemum chloroticum Kern. & Murb. ex Murb., zelenkasta ivančica[3]
8. Leucanthemum coronopifolium Vill.
9. Leucanthemum corsicum DC.
10. Leucanthemum × corunnense Lago
11. Leucanthemum cuneifolium Le Grand ex Coste
12. Leucanthemum delarbrei Timb.-Lagr.
13. Leucanthemum eliasii (Sennen & Pau) Vogt, Konowalik & Oberpr.
14. Leucanthemum favargeri Vogt
15. Leucanthemum gallaecicum Rodr.Oubiña & S.Ortiz
16. Leucanthemum gaudinii Dalla Torre
17. Leucanthemum glaucophyllum (Briq. & Cavill.) Jahand.
18. Leucanthemum gracilicaule (Dufour) Alavi & Heywood
19. Leucanthemum graminifolium (L.) Lam.
20. Leucanthemum halleri (Suter) Polatschek
21. Leucanthemum heterophyllum DC.
22. Leucanthemum illyricum (Horvatic) Vogt & Greuter; ilirska ivančica
23. Leucanthemum ircutianum DC., ljetna ivančica[3]
24. Leucanthemum laciniatum Huter, Porta & Rigo
25. Leucanthemum lacustre Samp.
26. Leucanthemum legraeanum (Rouy) B.Bock & J.-M.Tison
27. Leucanthemum ligusticum Marchetti, R.Bernardello, Melai & Peruzzi
28. Leucanthemum lithopolitanicum (E.Mayer) Polatschek
29. Leucanthemum maestracense Vogt & F.H.Hellw.
30. Leucanthemum maximum DC.
31. Leucanthemum meridionale Le Grand
32. Leucanthemum monspeliense (L.) H.J.Coste
33. Leucanthemum montserratianum Vogt
34. Leucanthemum pachyphyllum Marchi & Illum.
35. Leucanthemum pallens (J.Gay ex Perreym.) DC.
36. Leucanthemum × pawlowskii Piekos
37. Leucanthemum platylepis Borbás, liburnijska ivančica[4]
38. Leucanthemum pluriflorum Pau
39. Leucanthemum pseudosylvaticum (Vogt) Vogt & Oberpr.
40. Leucanthemum pyrenaicum Vogt, Konowalik & Oberpr.
41. Leucanthemum rohlenae (Horvatic) Vogt & Greuter
42. Leucanthemum rotundifolium DC.
43. Leucanthemum subglaucum De Laramb.
44. Leucanthemum sylvaticum (Hoffmanns. & Link) Willk. & Lange
45. Leucanthemum tridactylites (A.Kern. & Huter ex Porta & Rigo) Bazzich.
46. Leucanthemum valentinum Pau
47. Leucanthemum virgatum Clos
48. Leucanthemum visianii  (Gjurašin) Vogt & Greuter
49. Leucanthemum vulgare Lam., proljetna ivančica[3]

## Galerija
- Leucanthemum burnatii
- Leucanthemum × superbum
- Leucanthemum vulgare
- Leucanthemum gracilicaule